# SK-1

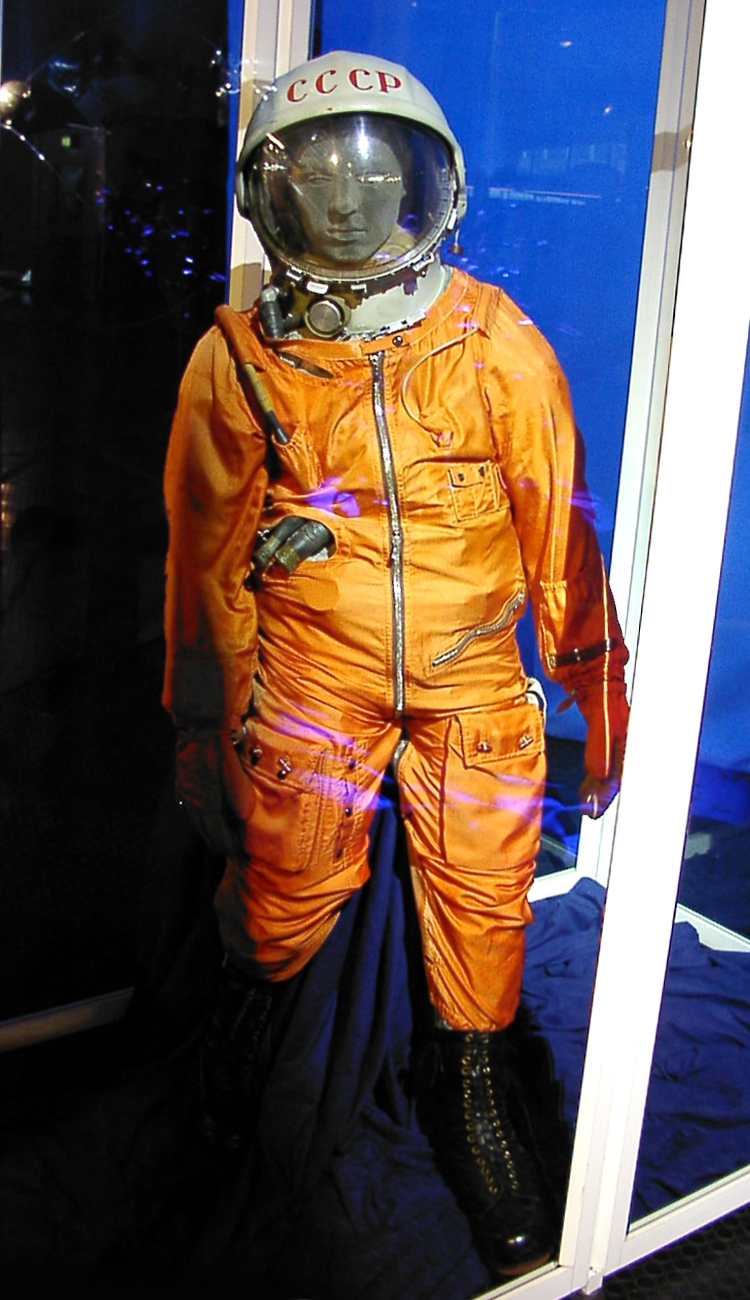
La tuta SK-1

La SK-1, sigla di Skafandr Kosmicheskiy 1 (Скафандр Космический, significa "tuta spaziale"), è la prima tuta spaziale, utilizzata da Yuri Gagarin per il suo primo viaggio in orbita intorno alla Terra.
Dopo il successo avuto nella missione Vostok 1, la tuta SK-1 è stata usata anche da altri astronauti del programma Vostok.